# Rock Hill (Luizjana)
Rock Hill – jednostka osadnicza w Stanach Zjednoczonych, w stanie Luizjana, w parafii Grant.